# Oligoaeschna kunigamiensis
Oligoaeschna kunigamiensis é uma espécie de libelinha da família Aeshnidae.
É endémica de Japão.